# 邢宽

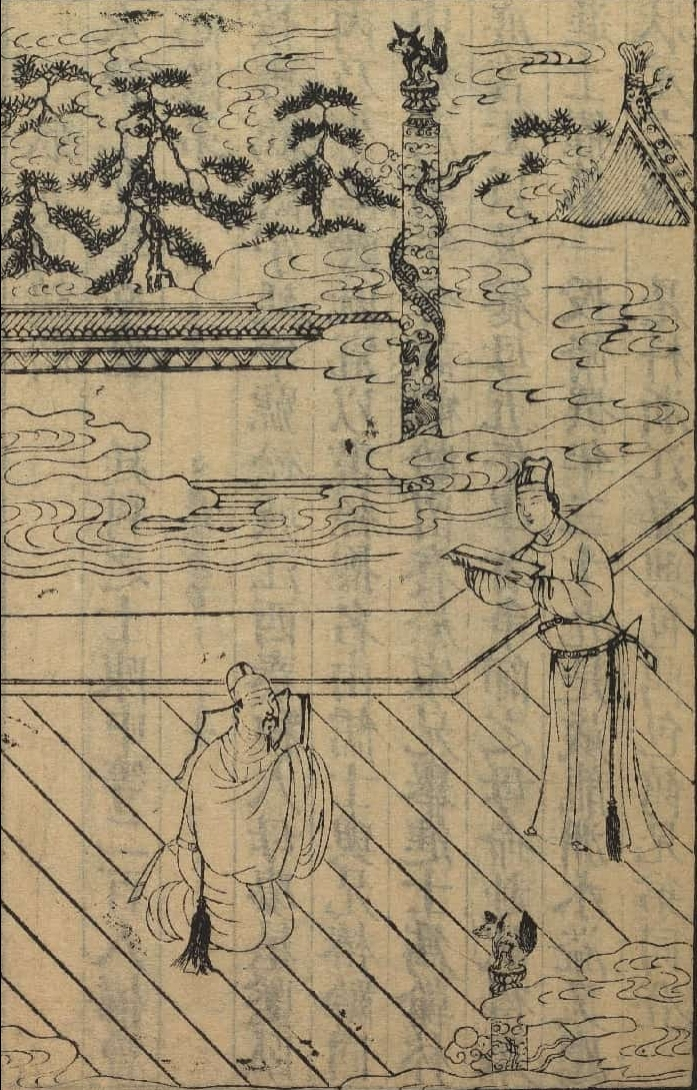
邢宽

邢宽（1391年—1454年），字用夫，號直斋，直隶无为州（今安徽无为县）人。

## 生平
永乐庚子，以诗经中京闱乡试，永乐二十二年（1424年）甲辰科状元，原以孫曰恭為第一，但因「曰恭」合字為「暴」，不為明成祖喜，遂改取邢寬。授翰林院修撰，宣德初，以纂修《仁庙实录》成，升翰林侍讲，正统戊午，复以纂修《宣庙实录》完，赐表里六圆金二，升从五品禄。四年已未，奉命考礼部春试，号称得士。夏六月，以疾还郡。丙寅春，具本建言民情十余事，钦取至京，仍旧职。丁卯，奉命主顺天秋试。十三年戊辰夏，丁母憂歸。景泰三年壬申夏，服阕，钦升南京翰林院侍讲学士，兼署南京国子监事。有足疾，晚年辭歸。生于洪武二十四年辛未十二月十六日，卒于明代宗景泰五年（1454年）甲戌六月二十二日，享年六十有四。

## 家族
世业儒医。高祖邢青山。曾祖邢旹山。祖邢景高，为医学典科。父邢士杰，有善行，后以子贵，赠儒林郎。母孙氏，封太安人，生兄弟六人。
先娶李氏，封安人，先卒。继娶崔氏、马氏。子男六人：量、曼、日等。子邢日，成化十六年举人。